# Teoría del observador ideal
La teoría del observador ideal es el punto de vista metaético que afirma que los enunciados éticos expresan proposiciones aptas para la verdad sobre las actitudes de un hipotético observador ideal. En otras palabras, la teoría del observador ideal afirma que los juicios éticos deben interpretarse como afirmaciones sobre las reacciones que tendría un observador neutral y plenamente informado; «x es bueno» significa «un observador ideal aprobaría x».
La idea principal [de la teoría del observador ideal] es que los términos éticos deben definirse siguiendo el modelo del siguiente ejemplo: «x es mejor que y» significa «si alguien estuviera, con respecto a x e y, plenamente informado y vivamente imaginativo, imparcial, en un estado de ánimo tranquilo y por lo demás, normal, preferiría x a y».
Esto convierte a la teoría del observador ideal en una forma subjetivista pero universalista de cognitivismo. La teoría del observador ideal se opone a otras formas de subjetivismo ético (p. ej. el relativismo moral y el subjetivismo ético individualista), así como al realismo moral (que afirma que las proposiciones morales se refieren a hechos objetivos, independientes de las actitudes u opiniones de cualquier persona), la teoría del error (que niega que cualquier proposición moral sea verdadera en cualquier sentido) y el no cognitivismo (que niega que las oraciones morales expresen proposiciones en absoluto).
Adam Smith y David Hume defendieron versiones de la teoría del observador ideal. Roderick Firth expuso una modernizada versión más sofisticada. Según Firth, un observador ideal tiene las siguientes características específicas: omnisciencia con respecto a los hechos no morales, omnipercipiencia, desinterés, desapasionamiento, coherencia y normalidad en todos los demás aspectos. Nótese que, al definir a un observador ideal como omnisciente con respecto a hechos no morales, Firth evita la lógica circular que surgiría de definir a un observador ideal como omnisciente tanto en hechos no morales como morales. El conocimiento completo de la moral no nace de sí mismo, sino que es una propiedad emergente de los requisitos mínimos de Firth. También hay restricciones razonables al rasgo de omnisciencia con respecto a los hechos no morales. Por ejemplo, para emitir un juicio moral sobre un caso de robo o asesinato en la Tierra no es necesario conocer los acontecimientos geológicos de otro sistema solar.
Quienes utilizan la teoría del observador ideal no suelen afirmar que los observadores ideales existan realmente. Una idea análoga en derecho es el criterio de la persona razonable.